# Годо-Добровідська сільська рада
| Годо-Добровідська сільська рада — орган місцевого самоврядування у Коломийському районі Івано-Франківської області з адміністративним центром у с. Годи-Добровідка. Історична дата утворення: в 1940 році. Водоймища на території, підпорядкованій даній раді: річки Добровідка, Турка. Сільській раді підпорядковані населені пункти: - с. Годи-Добровідка — населення — 967 осіб; площа — 12,88 км² |

## Склад ради
Рада складається з 16 депутатів та голови.

### Керівний склад ради
| ПІБ                        | Основні відомості                                                             | Дата обрання | Дата звільнення |
| -------------------------- | ----------------------------------------------------------------------------- | ------------ | --------------- |
| Угорчук Василь Дмитрович   | Сільський голова, 1958 року народження, освіта, безпартійний                  | 26.03.2006   | 31.10.2010      |
| Соколюк Микола Миколайович | Сільський голова, 1962 року народження, освіта середня загальна, безпартійний | 31.10.2010   |                 |

Примітка: таблиця складена за даними джерела